# North-Eastern Area Command
Le North-Eastern Area Command est l'un des nombreux commandements à base géographique mis en place par la Royal Australian Air Force (RAAF) pendant la Seconde Guerre mondiale. Pendant la majeure partie de son existence, il contrôle des unités basées dans le centre et le nord du Queensland ainsi qu'en Papouasie-Nouvelle-Guinée. Il est formé en janvier 1942 à partir de la partie orientale de l'ancien Northern Area Command, qui couvrait tout le nord de l'Australie et la Papouasie. Basé à Townsville, dans le Queensland, le North-Eastern Area Command est chargé de la défense aérienne, de la reconnaissance aérienne et de la protection des voies maritimes sur son territoire. Ses unités aériennes, équipées de chasseurs, de bombardiers de reconnaissance, de bombardiers en piqué et de transports, participent aux batailles de Rabaul, Port Moresby et la baie de Milne en 1942, et aux débarquements de Hollandia et Aitape en 1944.
Le commandement de zone continue à fonctionner après la guerre, mais ses actifs et son personnel sont considérablement réduits. Ses responsabilités sont subsumées en février 1954 par les nouveaux commandements fonctionnels de la RAAF : Home (opérationnel), Training et Maintenance Commands. Le quartier général de zone est dissous en décembre 1956 et reformé en tant que quartier général de RAAF Townsville.